# Dolmen de la Draille

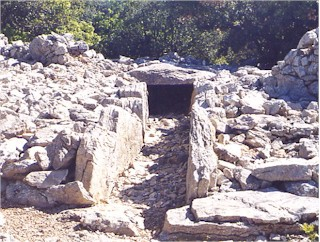
Dolmen de la Draille

Der Dolmen de la Draille nördlich von Viols-le-Fort im Département Hérault in Frankreich ist ein „Dolmen à couloir“ vom Typ languedocien. Dolmen ist in Frankreich der Oberbegriff für neolithische Megalithanlagen aller Art (siehe: Französische Nomenklatur).
Seine Besonderheit ist ein etwa 7,0 m langer Gang, der zu einer niedrigen Kammer führt, die mit großen Steinen ausgekleidet ist. Der einzige erhaltene, imposante Deckstein ist etwa 5,0 m lang und 2,0 m breit und wiegt fast 6,0 Tonnen. Sein Name stammt von einem ehemaligen Viehtrieb.
Etwa 100 Meter entfernt liegt einer der ovalen Dolmen von Cazarils (No. 2). 